# Meall nan Eun
Meall nan Eun är ett berg i Storbritannien.   Det ligger i kommunen Argyll and Bute och riksdelen Skottland, i den nordvästra delen av landet, 600 km nordväst om huvudstaden London. Toppen på Meall nan Eun är 928 meter över havet, eller 172 meter över den omgivande terrängen. Bredden vid basen är 2,0 km.
Terrängen runt Meall nan Eun är huvudsakligen kuperad, men västerut är den bergig.Runt Meall nan Eun är det mycket glesbefolkat, med 2 invånare per kvadratkilometer. Närmaste större samhälle är Kinlochleven, 16,7 km norr om Meall nan Eun. Trakten runt Meall nan Eun består i huvudsak av gräsmarker.